# 科羅拉多州州道列表
科羅拉多州州道系統，是由美國科羅拉多州交通局（CDOT）資助和維護的公共鋪設道路系統。這些包括州道（通常縮寫為 SH）、美國國道和州際公路。州道編號從1開始，但已指定為美國國道或州際公路的編號會跳過。1953年，許多州道解編或縮減里程數。在1968年科羅拉多州州道重新編號之前，州道、美國國道和州際公路各自編號，並且存在與美國國道和州際公路編號相同的州道。

## 外部連結
- Colorado Department of Transportation website （页面存档备份，存于）
  - Colorado Highway Data
  - New Colorado Highway Maps
  - Old Colorado Highway Maps
- The Highways of Colorado by Matthew Salek (archived version with pages missing from the current site)